# Arthur Rupert Dickey
Pour les articles homonymes, voir Dickey.
Arthur Rupert Dickey (18 août 1854-3 juillet 1900) est un homme politique canadien de la Nouvelle-Écosse. Il est député fédéral conservateur de la circonscription néo-écossaise de Cumberland (ancienne circonscription fédérale) d'une élection partielle en 1888 à 1896. Il est ministre dans les cabinets des premiers ministres Mackenzie Bowell et Charles Tupper.

## Biographie
Né à Amherst en Nouvelle-Écosse, Dickey exerce le métier d'avocat avant de faire son entrée à la Chambre des communes du Canada. Élu lors d'une élection partielle déclenchée par le départ de Charles Tupper, alors nommé Haut-commissaire du Canada au Royaume-Uni, en 1888, il est réélu en 1891. Il est ministre ministre de la Justice et procureur général du Canada, ministre de la Milice et de la Défense et secrétaire d'État du Canada de 1895 à 1896. Il est défait en 1896.
Dickey meurt d'une noyade en juillet 1900.
Son père, Robert B. Dickey (en), est sénateur fédéral de 1867 à 1903.